# August Jäkel
August Jäkel (* 21. Dezember 1930 in Mohrungen, Ostpreußen; † 21. März 1994) war ein deutscher Bildhauer.

## Leben
August Jäkel war Sohn der Wilhelmine Jäkel, geb. Purwin und des Schumachers Gustav Adolf Jäkel. Die Familie floh 1945 aus Ostpreußen nach Dänemark und wurde mit 30 000 anderen Flüchtlingen im Lager Oxboel interniert. In Oxboel arbeitete August Jäkel in einer Konditorei, in der er Kuchenverziehrungen fertigte. Die Familie siedelte 1947 nach Gelsenkirchen um.
August Jäkel erfuhr von einer Cousine von der Künstlersiedlung Halfmannshof, wo Keramiker, Buchbinder, Schriftsteller, Maler und Architekten, Kunstschmiede und ein Bildhauer eine künstlerische Gemeinschaft bildeten. Dort absolvierte er seine Lehre als Holzbildhauer bei Hubert Nietsch. Er musste kein Schulgeld zahlen und konnte in vielen Techniken arbeiten, darunter Ton, Elfenbein, Gips und Keramik. Die Gesellenprüfung 1950 machte er mit der Kopie einer Figur vom Brüggemann-Altar im Schleswiger Dom.
In den Jahren 1953–1954 studierte er bei den Professoren Goller und Josef Mages in Düsseldorf Bildhauerei. Von 1954 bis 1955 erhielt er als Flüchtling ein Stipendium für die Ecole des Beaux-Arts in Paris, wo er in einem regelmäßigen Turnus eine Woche Modell zeichnen, eine Woche modellieren in Ton und eine Woche nach antiken Gipsabgüssen zeichnen musste. Bei diesen Zeichnungen nach Gipsabgüssen versuchte er immer weiter zu abstrahieren und kam damit in die Nähe der frühen figürlichen Arbeiten von Karl Hartung und Bernhard Heiliger von der Hochschule für Bildende Künste in Berlin. Sie zogen ihn mit ihrer künstlerischen Ausstrahlung nach Berlin. Er reichte Fotos und Zeichnungen seiner bisherigen Arbeiten ein und machte eine Aufnahmeprüfung im Modellieren, Zeichnen und einen Aufsatz über ein aktuelles Thema. Von 1955 bis 1961 studierte er bei Hartung an der UdK Berlin, zum Schluss als Meisterschüler.
Ab 1961 war er als freier Bildhauer in Berlin tätig. In den ersten viereinhalb freiberuflichen Jahren war er bei der Wiederherstellung der „Goldenen Galerie“ im Schloss Charlottenburg beschäftigt. Danach kamen Aufträge für die Kirche (Ananias-Kirche) und Industrie (Austria-Zigarettenwerke). Nebenbei wurde er immer wieder zu Arbeiten für Film und Fernsehen hinzugezogen.
Dank seiner vielseitigen Ausbildung wurde er mit vielen Restaurationsarbeiten beauftragt. Nebenbei schuf er vielseitige freie Arbeiten. Er lebte in Berlin, wo sich einige seiner Werke befinden.

## Künstlerische Definition
„Die Beschäftigung mit dem figürlichen Relief geht bis auf 1958 zurück. Seine künstlerischen Anstöße erhält er teils aus dem gelesenen Wort, (…). Aber auch ein optischer Eindruck, (…) können ihn zur Arbeit anreizen; er setzte das Profil des Unbekannten in die Lebendigkeit einer Skizze um und arbeitete danach verschiedene Reliefs. In dieser Art und Weise entstanden auch weitere Porträts als Auftragsarbeit. Selbst bei Formen wie dem weiblichen Torso von 1965 widersteht er dem Drang, den Körper ganz auszuformen (…) und so gilt er in Berlin als ein Realist, der durch die Begrenzung und Komprimierung der Ausdrucksmittel besonders aussagefähig ist.“
Er schrieb selbst über seine Arbeiten:

„Schon diese Arbeiten sowie ein Teil der figürlichen Reliefs zeigen, daß ich nicht allein um gestaltete Form bemüht bin, sondern um die Verbildlichung der den Menschen betreffenden Fragen, um die Darstellung der ihn bedrängenden Nöte oder um die unausgesprochenen Beziehungen der Menschen untereinander. Es ist die Darstellung dessen, was man sieht, was einen berührt, und das sind nicht immer nur die angenehmen Dinge. Durch die künstlerische Bewältigung wird selbst das unerträglichste Thema erträglich, da es in eine gültige Form gebracht wurde.
Man hat sich damit auseinandergesetzt und dabei seine eigene Einstellung dazu gefunden.
Im Grunde ist jedes Kunstwerk, auch das erschütterndste, Ausdruck der Bejahung des Lebens, ein Werk von dem eine positive Kraft ausgehen kann, das der Beschauer nicht nur konsumiert, sondern das ihn dazu anregen kann, ebenfalls seinen Standpunkt zu finden oder zu verändern.“

## Werke

### Öffentliche Werke, Restaurationen und Mitarbeit
- 1962–1965 Mitarbeit bei der Wiederherstellung der „Goldenen Galerie“ im Schloss Charlottenburg
- 1960er (ohne Jahresdaten) Aufträge für die Kirche (Ananias-Kirche), Industrie (Austria-Zigarettenwerke), Arbeiten für Film und Fernsehen
- 1966: Relief Barmherziger Samariter, Drakestraße 30, Berlin-Steglitz
- 1980 Gedenktafel und Schriftzug des Jüdischen Krankenhauses, Heinz-Galinski-Straße 1, Berlin-Gesundbrunnen
- 1983 Lessingbrücke; Rekonstruktion der Reliefs mit Szenen; Berlin-Mitte
- 1984–1986 Moltkebrücke, Rekonstruktion Kandelabergruppen und der von den Greifen gehaltenen Wappen; Berlin-Mitte
- 1988 Partnerschaftsbrunnen, Reliefs; Altstadt Spandau
- 1988: Siegfriedstatue, Burgundenplatz, Braunschweig
- 1990er Kurfürstendamm 171–172, Restauration der Stuckfassade; Berlin-Charlottenburg
- 1994 Entwurf für die Gedenkstele mit Porträtrelief und Inschrift Magnus Hirschfeld, 1995 Fertigstellung durch Emanuel Scharfenberg; Berlin-Charlottenburg[5]

### Freie Arbeiten – Auswahl
- 1960 Männlicher Torso, Plastik I Bronze, Höhe 66 cm
- 1960 Weiblicher Torso, Plastik I Bronze, Höhe 56 cm
- 1966 Männlicher Torso, Relief I Gips, 123 × 61 cm
- 1967 Stehendes Paar, Relief I Bronze, 47 × 24 cm
- 1973 Kopf eines Farbigen, Relief I Bronze, 53 × 52 cm
- 1974 Altar des Elends, fünfteilige Relief, das aus Anlass der Hungerkatastrophe in der Sahelzone
- 1975 Konstellation I , Relief I Gips, 100 × 170 cm
- 1976 Konstellation II, Relief I Gips, 90 × 145 cm